# 詹姆斯波特鎮區 (密蘇里州戴維斯縣)
詹姆斯波特鎮區（英語：Jamesport Township）是位於美國密蘇里州戴維斯縣的一個行政鎮區。

## 地方資料
詹姆斯波特鎮區的面積為89.33平方千米，當中陸地面積為88.79平方千米，而水域面積為0.54平方千米。根據2020年美國人口普查的數據，當地共有人口1326人，而人口密度為每平方千米14.84人。